# Aïn el Berd
'Aïn el Berd är en ort i Algeriet.   Den ligger i provinsen Sidi Bel Abbès, i den norra delen av landet, 400 km väster om huvudstaden Alger. 'Aïn el Berd ligger 483 meter över havet och antalet invånare är 16 548.
Terrängen runt 'Aïn el Berd är kuperad norrut, men söderut är den platt. Runt 'Aïn el Berd är det ganska tätbefolkat, med 72 invånare per kvadratkilometer. 'Aïn el Berd är det största samhället i trakten. Trakten runt 'Aïn el Berd består till största delen av jordbruksmark.